# 2009年のバロンドール

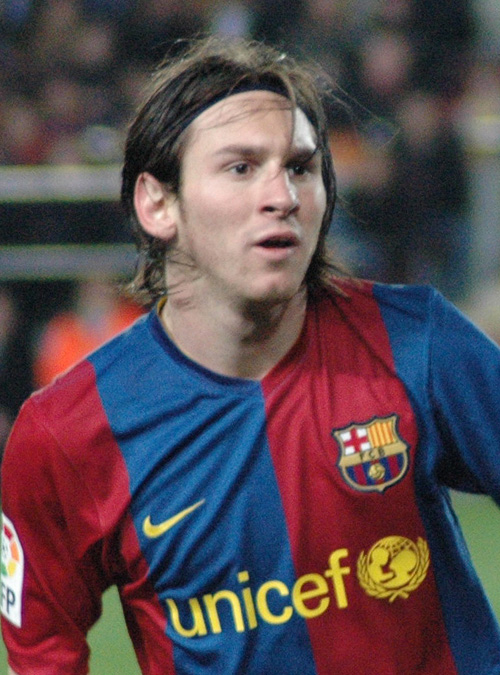
2009年のバロンドールを受賞したリオネル・メッシ

2009年のバロンドールは、世界各国のスポーツジャーナリストの投票によってサッカーの世界年間最優秀選手を決める賞で、バルセロナのリオネル・メッシ（アルゼンチン）が受賞した。授賞式は2009年12月1日に行なわれた。

## 概要
前年度受賞者であるクリスティアーノ・ロナウドに240ポイントもの記録的な大差を付けてメッシが受賞した。バルセロナからはメッシとシャビ・エルナンデスが3位以内に入った。メッシはアルゼンチン国籍としてバロンドールを受賞した初めての選手である。1961年には同国出身のオマール・シボリが受賞しているが、彼はイタリアの市民権を所得しており、イタリア人として受賞したとみなされている。

## 結果
| 順位 | 選手                       | 国籍                     | 所属クラブ                                        | ポイント |
| ---- | -------------------------- | ------------------------ | ------------------------------------------------- | -------- |
| 1    | リオネル・メッシ           | アルゼンチン             | バルセロナ                                        | 473      |
| 2    | クリスティアーノ・ロナウド | ポルトガル               | マンチェスター・ユナイテッド / レアル・マドリード | 233      |
| 3    | シャビ・エルナンデス       | スペイン                 | バルセロナ                                        | 170      |
| 4    | アンドレス・イニエスタ     | スペイン                 | バルセロナ                                        | 149      |
| 5    | サミュエル・エトオ         | カメルーン               | バルセロナ / インテル                             | 75       |
| 6    | カカ                       | ブラジル                 | ACミラン / レアル・マドリード                     | 58       |
| 7    | ズラタン・イブラヒモビッチ | スウェーデン             | インテル / バルセロナ                             | 50       |
| 8    | ウェイン・ルーニー         | イングランド             | マンチェスター・ユナイテッド                      | 35       |
| 9    | スティーヴン・ジェラード   | イングランド             | リヴァプール                                      | 33       |
| 10   | ディディエ・ドログバ       | コートジボワール         | チェルシー                                        | 32       |
| 11   | フェルナンド・トーレス     | スペイン                 | リヴァプール                                      | 22       |
| 12   | セスク・ファブレガス       | スペイン                 | アーセナル                                        | 13       |
| 13   | エディン・ジェコ           | ボスニア・ヘルツェゴビナ | ヴォルフスブルク                                  | 12       |
| 14   | ライアン・ギグス           | ウェールズ               | マンチェスター・ユナイテッド                      | 11       |
| 15   | ティエリ・アンリ           | フランス                 | バルセロナ                                        | 9        |
| 16   | ルイス・ファビアーノ       | ブラジル                 | セビージャ                                        | 8        |
| 16   | ネマニャ・ヴィディッチ     | セルビア                 | マンチェスター・ユナイテッド                      | 8        |
| 16   | イケル・カシージャス       | スペイン                 | レアル・マドリード                                | 8        |
| 19   | ディエゴ・フォルラン       | ウルグアイ               | アトレティコ・マドリード                          | 7        |
| 20   | ヨアン・グルキュフ         | フランス                 | ボルドー                                          | 6        |
| 21   | アンドレイ・アルシャヴィン | ロシア                   | アーセナル                                        | 5        |
| 21   | ジュリオ・セザル           | ブラジル                 | インテル                                          | 5        |
| 21   | フランク・ランパード       | イングランド             | チェルシー                                        | 5        |
| 24   | マイコン                   | ブラジル                 | インテル                                          | 4        |
| 25   | ジエゴ                     | ブラジル                 | ヴェルダー・ブレーメン / ユヴェントス             | 3        |
| 26   | ダビド・ビジャ             | スペイン                 | バレンシア                                        | 2        |
| 26   | ジョン・テリー             | イングランド             | チェルシー                                        | 2        |
| 28   | フランク・リベリー         | フランス                 | バイエルン・ミュンヘン                            | 1        |
| 28   | ヤヤ・トゥーレ             | コートジボワール         | バルセロナ                                        | 1        |
| 30   | カリム・ベンゼマ           | フランス                 | オリンピック・リヨン / レアル・マドリード         | 0        |